# Macellomenia
Macellomenia is een geslacht van wormmollusken uit de  familie van de Macellomeniidae .

## Soorten
- Macellomenia aciculata Scheltema, 1999
- Macellomenia adenota Salvini-Plawen, 2003
- Macellomenia morseae Kocot & Todt, 2014
- Macellomenia palifera (Pruvot, 1890)
- Macellomenia schanderi Kocot & Todt, 2014